# Uzdol 41
Uzdol 41 je hrvatski dokumentarni film iz 2014. godine autora Marka Raguža. Premijerno je prikazan 13. rujna 2014. godine. Film je snimljen da bi se taj strašni pokolj nad Hrvatima katolicima u Bosni i Hercegovini otrgnuo zaboravu.
Film se bavi stradanjem 41 nevinog hrvatskog katoličkog civila (29) i vojnika HVO-a (12) na Uzdolu na blagdan Uzvišenja svetoga Križa 14. rujna 1993. godine. Vijesti o zločinu u hrvatskom selu Uzdolu vrlo brzo obišla je svijet kao gnusan primjer ponašanja Armije BiH. Sve je na tome stalo, bez optužnice, sudskog progona počinitelja ni pravde za žrtve. Spomen poginulima je veliki drveni Uzdolski križ podignut uz staru i novu župnu crkvu, na koji je ugrađen još 41 manji križ i na svakom je zapisano je ime i prezime te godina rođenja i smrti pojedine uzdolske žrtve.
Godine 2002. župljani uzdolske župe su kao zavjet prema svojim mučenicima uzdolske žrtve ekshumirali i prenijeli u novoizgrađeni Memorijalni centar pokraj stare župne crkve u Uzdolu.